# David Connolly
David James Connolly (Willesden, Inglaterra, 6 de junio de 1977) es un futbolista irlandés retirado, de origen inglés. Jugaba de delantero y su último equipo fue el AFC Wimbledon de la Football League Two de Inglaterra.

## Selección nacional
Aunque nació en Inglaterra, Connolly ha representado a la República de Irlanda a nivel internacional. Ha sido internacional con la Selección de fútbol de Irlanda entre 1996 y 2004, ha jugado 41 partidos internacionales y ha anotado 9 goles.
Fue miembro de la selección de Irlanda de la Copa Mundial de la FIFA 2002 que perdió ante España en la fase eliminatoria, donde Iker Casillas detuvo su tiro penal durante la tanda de penaltis.

### Participaciones en Copas del Mundo
| Mundial                        | Sede                  | Resultado    |
| ------------------------------ | --------------------- | ------------ |
| Copa Mundial de Fútbol de 2002 | Corea del Sur y Japón | 8.º de final |

## Clubes
| Club                     | País         | Año       |
| ------------------------ | ------------ | --------- |
| Watford FC               | Inglaterra   | 1994-1997 |
| Feyenoord                | Países Bajos | 1997-1998 |
| Wolverhampton Wanderers  | Inglaterra   | 1998-1999 |
| SBV Excelsior            | Holanda      | 1999-2001 |
| Wimbledon FC             | Inglaterra   | 2001-2003 |
| West Ham United          | Inglaterra   | 2003-2004 |
| Leicester City           | Inglaterra   | 2004-2005 |
| Wigan Athletic           | Inglaterra   | 2005-2006 |
| Sunderland AFC           | Inglaterra   | 2006-2009 |
| Southampton FC           | Inglaterra   | 2009-2012 |
| Portsmouth FC            | Inglaterra   | 2012-2015 |
| Oxford United (préstamo) | Inglaterra   | 2013-2014 |
| AFC Wimbledon            | Inglaterra   | 2014-2015 |

## Palmarés

### Campeonatos nacionales
| Título                       | Club           | País       | Año  |
| ---------------------------- | -------------- | ---------- | ---- |
| Football League Championship | Sunderland AFC | Inglaterra | 2007 |
| Football League Trophy       | Southampton FC | Inglaterra | 2010 |